# 앨러스터 심

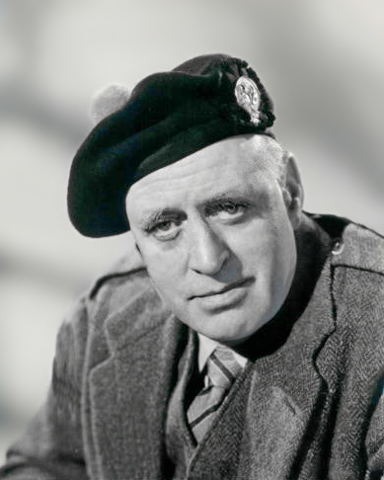

앨러스터 심(영어: Alastair Sim, 1900년 10월 9일 ~ 1976년 8월 19일)은 영국의 배우이다. 1951년 영화판 《크리스마스 캐롤》에서 에비니저 스크루지 역을 연기했다. 에든버러에서 태어났으며 런던에서 사망하였다. 사인은 폐암이다.

## 영화
- 귀여운 말도둑 (1977년)
- 지배 계급 (1972년)
- 크리스마스 캐롤 (1971년)
- 인스펙터 콜스 (1954년)
- 트리니안의 여인들 (1954년)
- 크리스마스 캐롤 (1951년)
- 무대 공포증 (1950년)
- 휴 앤드 크라이 (1947년)
- 녹색의 공포 (1946년) - 코크릴 경감 역
- 워털루 가 (1945년)
- 높이 오르기 (1939년)